# Soupière

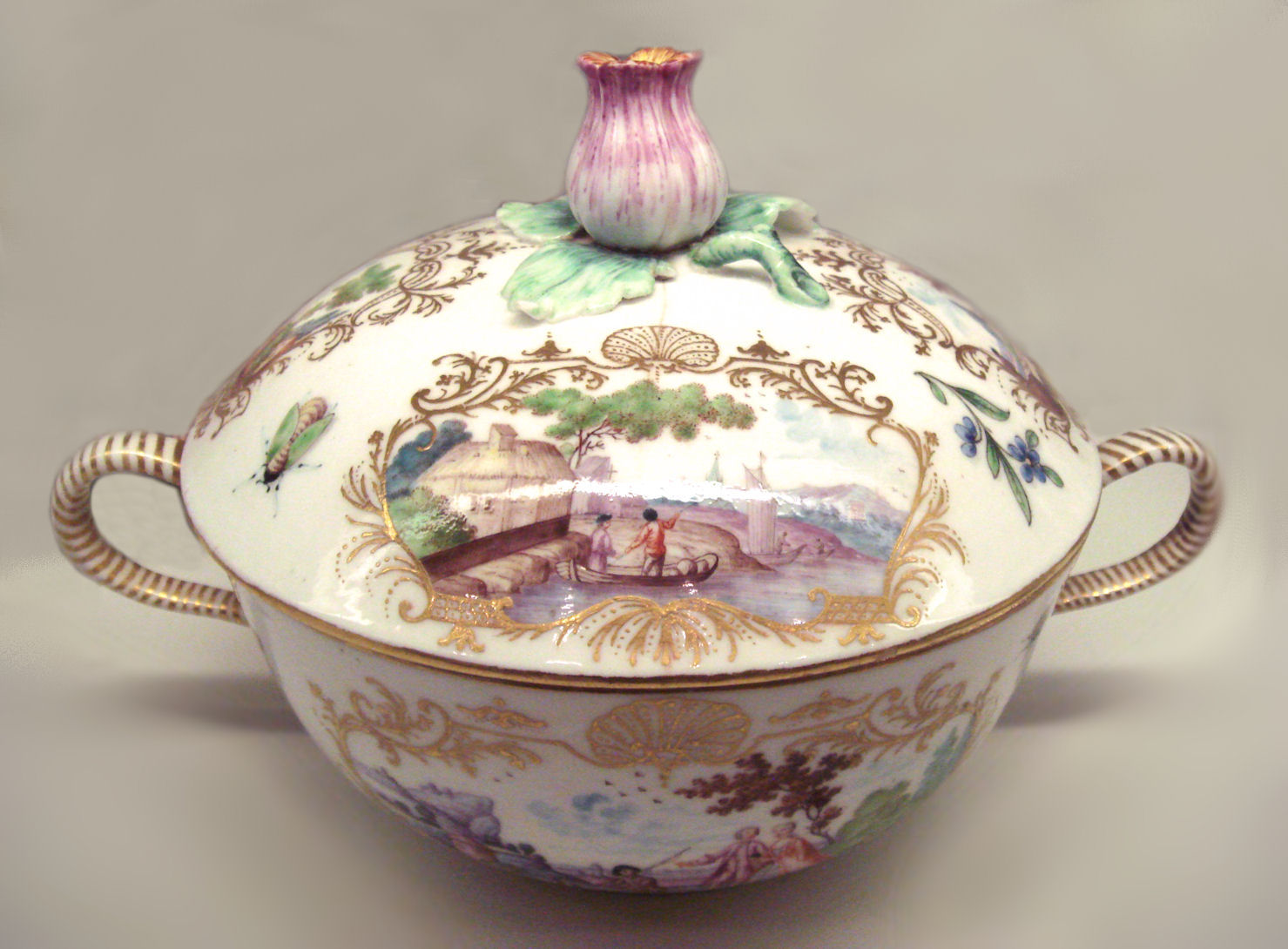
Soupière en porcelaine tendre de Vincennes, 1749-1750

Une soupière est un récipient large et profond, pouvant être muni d'un couvercle et d'anses, utilisé pour servir la soupe ou le potage. 
Elle peut être fabriquée en terre cuite, faïence, porcelaine, vermeil ou argent. 

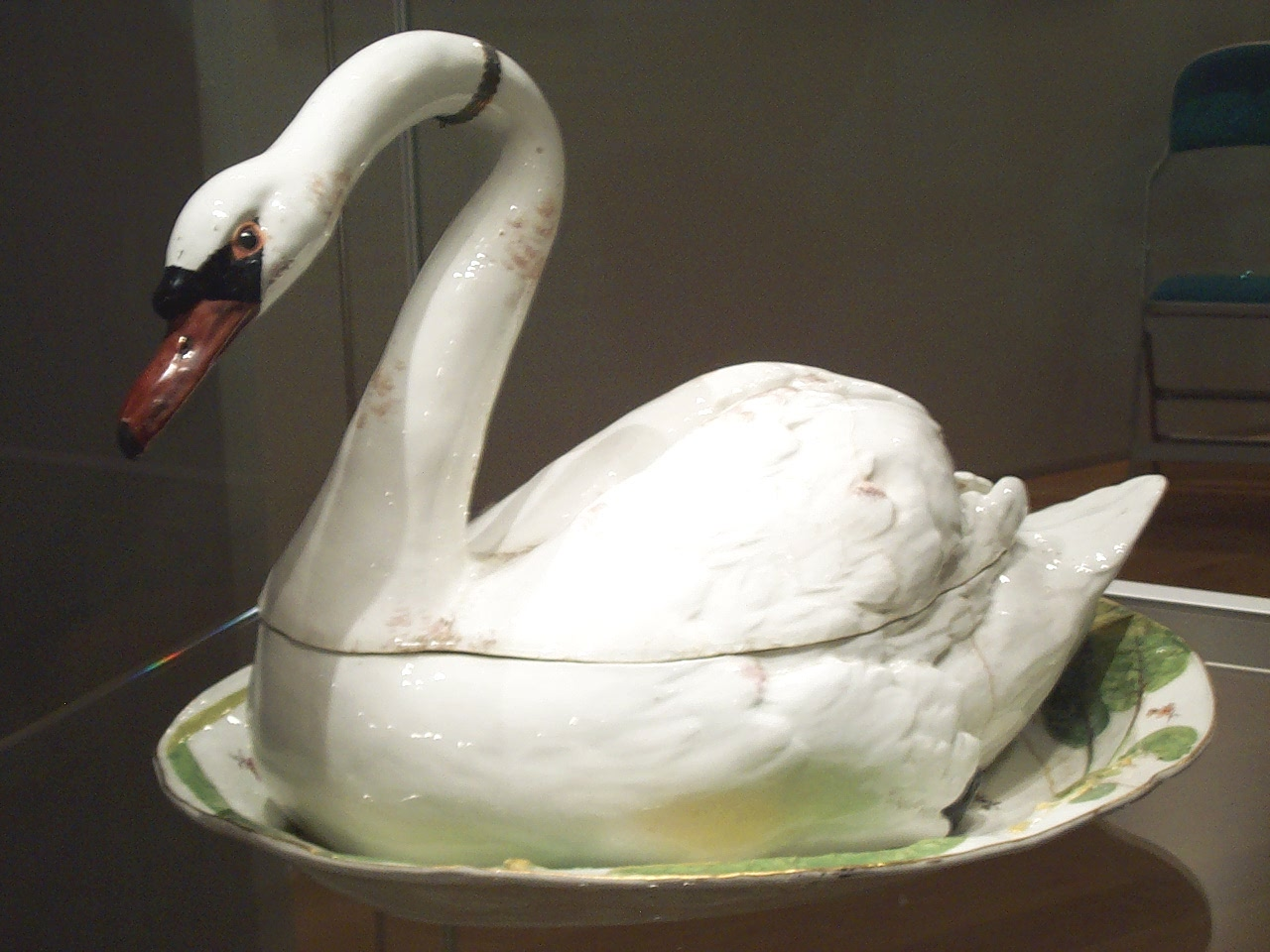
Soupière en porcelaine de Chelsea en forme de cygne, vers 1752 - 1756.
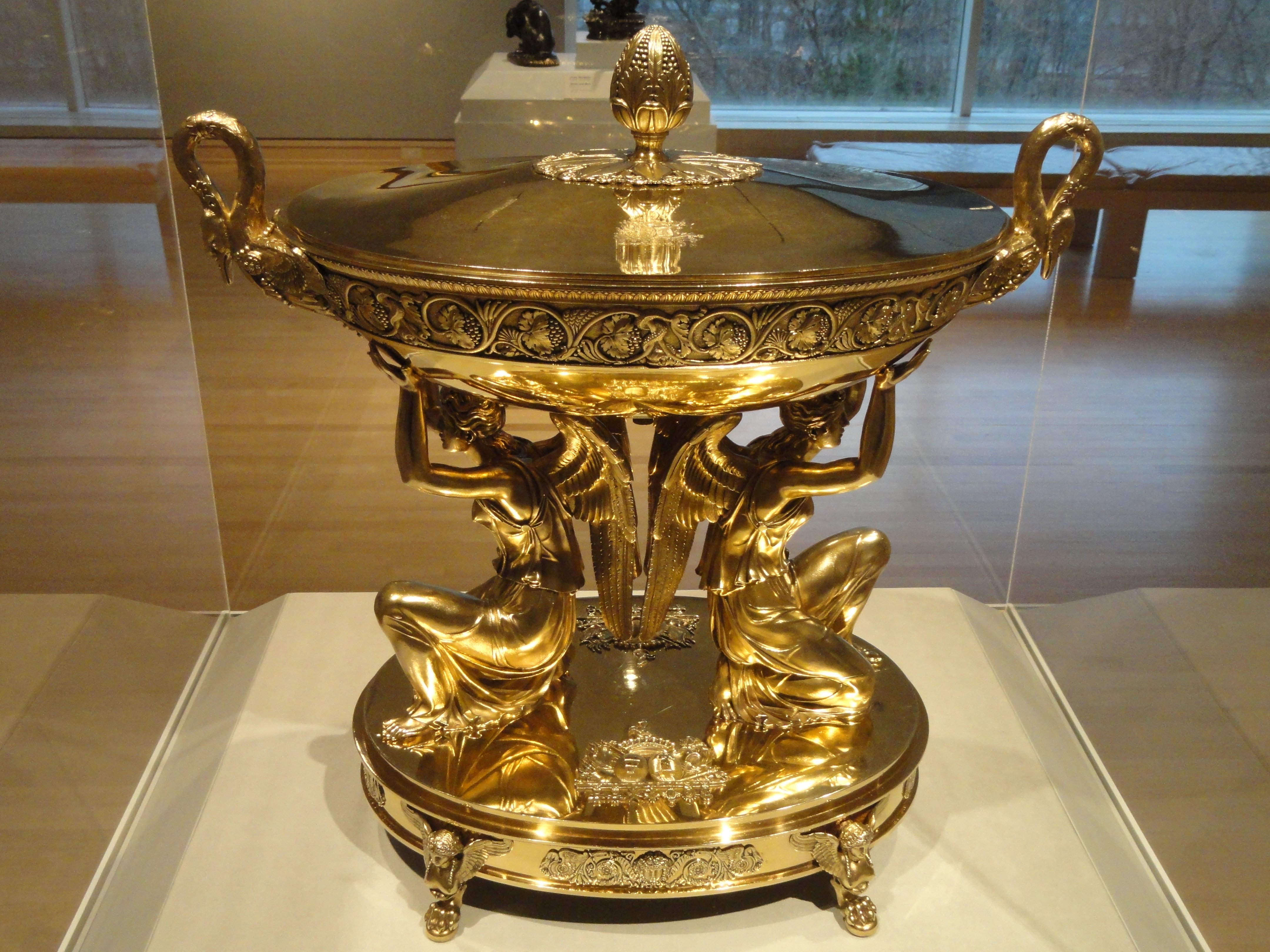
Soupière en vermeil réalisée par Jean–Baptiste-Claude Odiot, 1819.
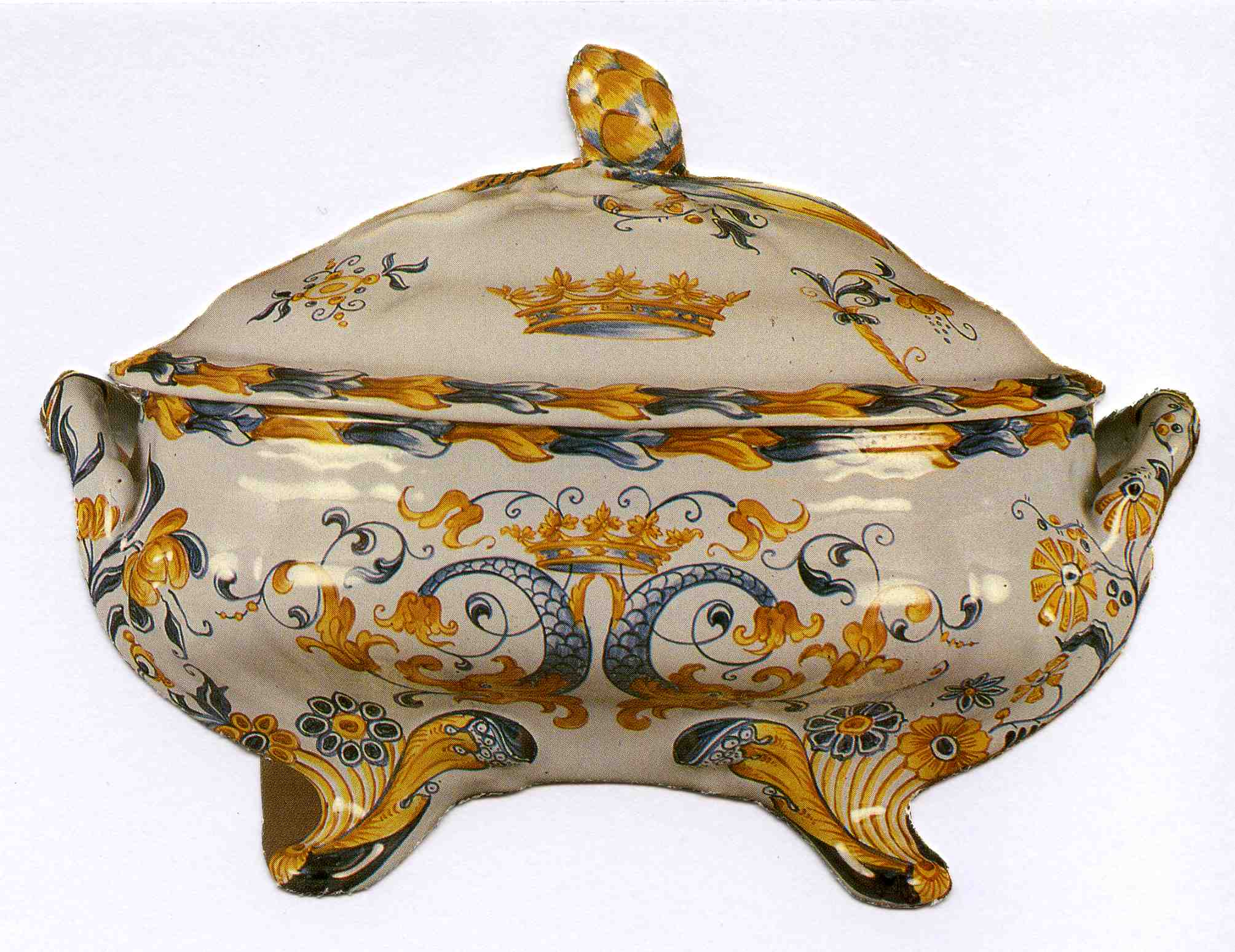
Soupière en faïence réalisée par Émile Gallé, 1889.
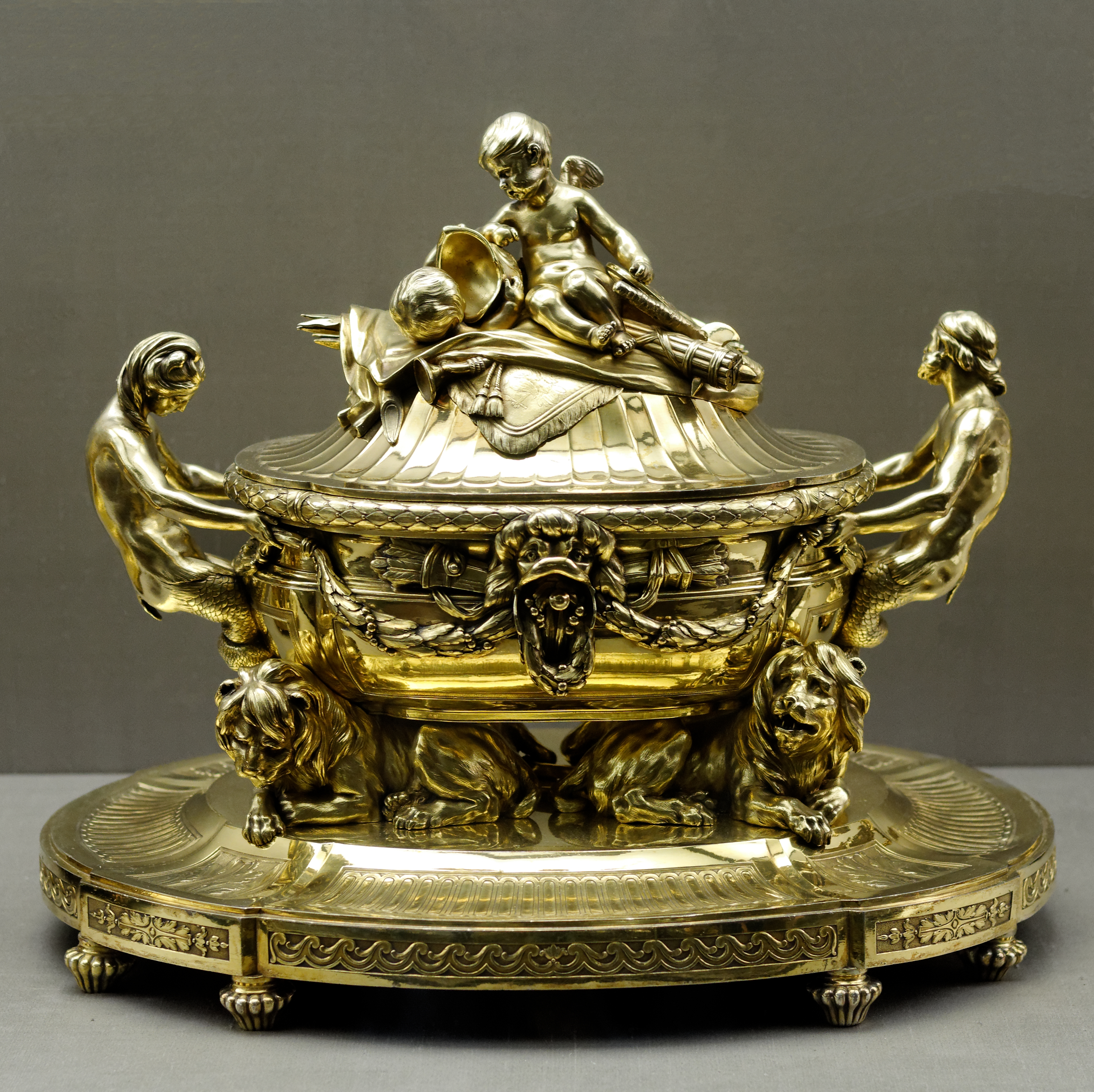
Soupière Paul Charvel, Paris vers 1769-70. Musée Calouste-Gulbenkian